# 永井酒造
永井酒造株式会社（ながいしゅぞう）は、群馬県利根郡川場村の酒造メーカーである。

## 概要
1886年（明治19年）に創業。初代永井庄治は、川場村の「水」に出会い、深く感動し惚れこんでこの地での酒造りを決心した。 川場村の「惚れ込んだ水」を守るために、仕込み水が取れる沢の両脇の森を少しずつ買い足し、自然の恵みをまるごと守る取組を行ってきた。 現在も、初代の意思を伝承し次世代にこの森を引き継ぐべく、森の手入れをしている。また、1992年、品質にこだわった主軸ブランド「水芭蕉」を発売開始。

## 沿革
- 1886年（明治19年）- 創業
- 1952年（昭和27年）- 会社設立
- 1992年（平成4年）- 「水芭蕉」ブランドを発売開始
- 1994年（平成6年）- 新酒蔵水芭蕉蔵を竣工
- 2020年（令和2年）9月 - 群馬県尾瀬の環境保全をコンセプトにした新しい日本酒「MIZUBASHO Artist Series 片岡鶴太郎」を発売[2]。売上の5%を「尾瀬の水芭蕉プロジェクト」に寄付される仕組みとなっている。

## 銘柄
MIZUBASHO PURE
水芭蕉
- 純米大吟醸プレミアム
- 純米大吟醸
- 純米大吟醸　翠
- 純米吟醸
- 吟醸酒
- 純米吟醸辛口スパークリング
- 雪ほたか　純米大吟醸
- 山田錦糀から造った甘酒

水芭蕉VINTAGE
DESSERT SAKE
谷川岳
- 純米大吟醸
- 源水吟醸
- 超辛純米
- とび辛
- 心

## 受賞歴
- Kura Master 2020 スパークリング部門 第一位 審査員賞受賞